# ESPN NHL 2K5
ESPN NHL 2K5 est un jeu vidéo de hockey sur glace développé par Kush Games et édité par Sega. Le jeu sort en 2004 sur Xbox et PlayStation 2.

## Accueil
- Jeuxvideo.com : 16/20[1]